# Ayako Wakao
Ayako Wakao (若尾文子, Wakao Ayako), née le 8 novembre 1933 à Tokyo, est une actrice japonaise.

## Biographie

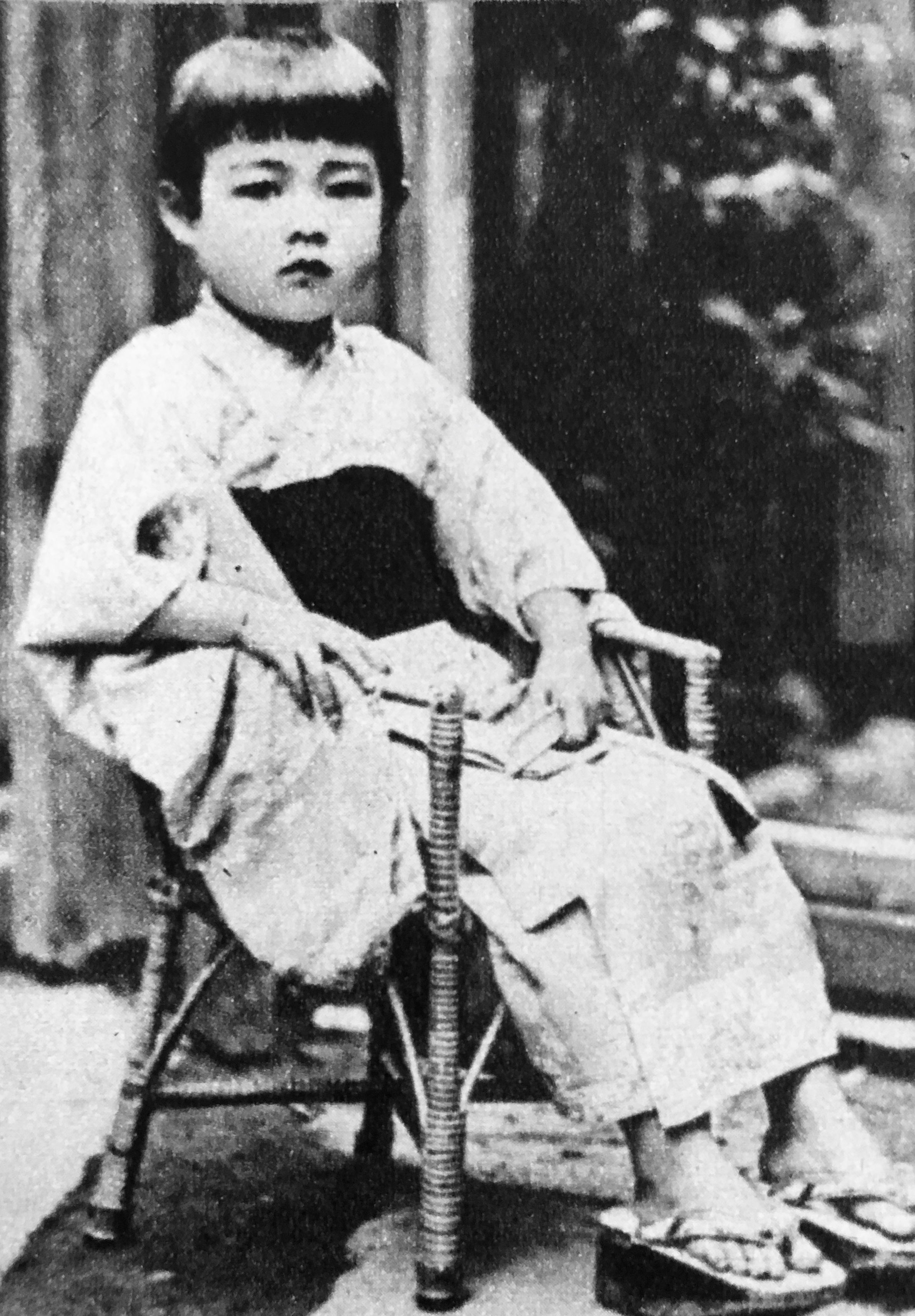
Ayako Wakao à l'âge de cinq ans.

Issue de l'école de la Daiei, elle obtint son premier rôle à l'âge de dix-huit ans, en 1952. Remarquée pour sa beauté, elle tourna ensuite avec Kenji Mizoguchi dans Les Musiciens de Gion, puis dans le dernier film de celui-ci, la Rue de la honte. À la fin de ces années 1950, l'étendue de son talent apparaissait déjà, de Jeune fille sous le ciel bleu de Yasuzō Masumura à Herbes flottantes de Yasujirō Ozu. Dans les années 1960, elle devint l'actrice principale de Masumura, qui en fit autant le modèle de la nouvelle femme japonaise que de la femme éternelle. Leur collaboration cessa en 1969 et marqua le déclin de la carrière de Wakao. Par la suite, elle joua surtout dans des séries télévisées.
Ayako Wakao a tourné dans près de 160 films entre 1952 et 1987.

## Filmographie partielle

### Années 1950

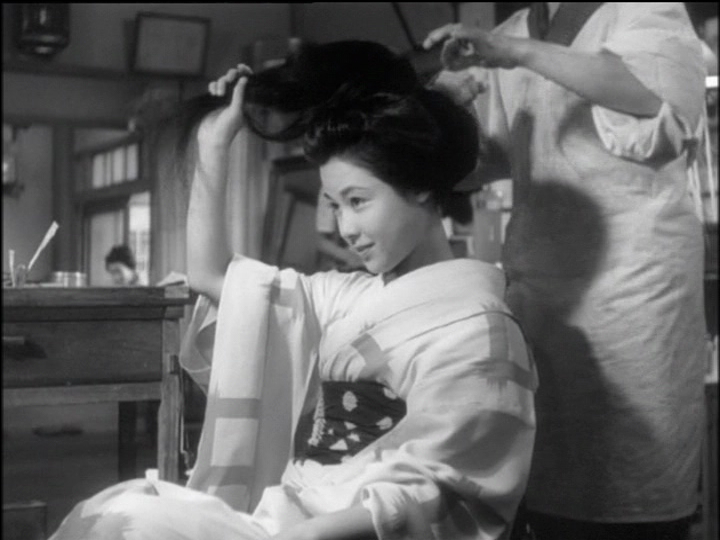
Ayako Wakao en 1953.
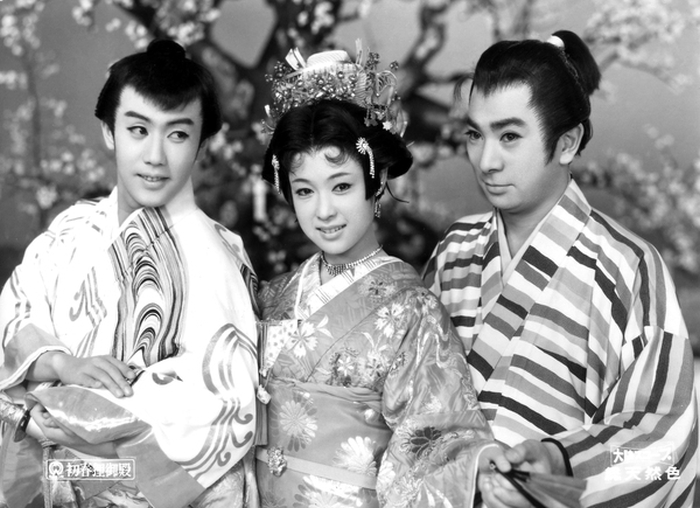
Raizō Ichikawa, Ayako Wakao et Shintarō Katsu dans La Princesse enchantée (1959).

- 1952 : Fuir la ville de mort (死の街を脱れて, Shino machi o nogarete?) de Eiichi Koishi
- 1952 : Fille d'une bête sauvage (猛獣使いの少女, Mōjū tsukai no shōjo?) de Kōzō Saeki
- 1952 : Hahakoduru (母子鶴?) de Eiichi Koishi
- 1952 : Hanayome hanamuko chanbara fushi (花嫁花婿チャンバラ節?) de Kōzō Saeki
- 1952 : Asu ha nichiyobi (明日は日曜日?) de Kōzō Saeki
- 1952 : Himitsu (秘密?) de Seiji Hisamatsu
- 1952 : Machi no ko tengu (街の小天狗?) de Ren Yoshimura
- 1952 : La Premier Ministre et le Photographe (総理大臣と女カメラマン 彼女の特ダネ, Sōridaijin to onna kameraman, kanojo no tokudane?) de Shigeo Nakaki
- 1953 : Manuel sexuel pour jeunes filles (十代の性典, Jūdai no seiten?) de Kōji Shima
- 1953 : Ikare sanpei (怒れ三平?) de Seiji Hisamatsu
- 1953 : Mrs Chatterley au Japon (チャタレー夫人は日本にもいた, Chatare fujin ha Nippon nimoita?) de Kōji Shima
- 1953 : Manuel sexuel pour jeunes filles II (続十代の性典, Zoku jūdai no seiten?) de Kōzō Saeki
- 1953 : Les Musiciens de Gion (祇園囃子, Gion bayashi?) de Kenji Mizoguchi
- 1953 : Aux portes des neiges du printemps (春雪の門, Haru yuki no mon?) de Kōzō Saeki
- 1953 : Manuel sexuel pour jeunes filles III (続続十代の性典, Zoku Zoku Jūdai no seiten?) de Eiichi Koishi
- 1953 : Hors-la-loi (無法者, Muhomono?) de Kōzō Saeki
- 1953 : Tentation adolescente (十代の誘惑, Jūdai no yūwaku?) de Seiji Hisamatsu
- 1954 : Lune du cœur (心の日月, Kokoro no nichigetsu?) de Keigo Kimura
- 1954 : Une Femme (或る女, Aru onna?) de Shirō Toyoda
- 1954 : Yoidore nitōryū (酔いどれ二刀流?) de Kazuo Mori
- 1954 : Maiko monogatari (舞妓物語?) de Kimiyoshi Yasuda
- 1954 : Affection (慕情, Bojō?) de Kōzō Saeki
- 1954 : Nuit sur Asakusa (浅草の夜, Asakusa no yoru?) de Kōji Shima
- 1954 : Midori no nakama (緑の仲間?) de Kazuo Mori
- 1954 : Tsuki yori no shisha (月よりの使者?) de Shigeo Tanaka
- 1954 : Kōjō no tsuki (荒城の月?) de Hiroshi Edagawa
- 1954 : Victoire ou défaite (勝敗, Shōhai?) de Kōzō Saeki
- 1955 : La Lumière des Lucioles (螢の光, Hotaru no hikari?) de Kazuo Mori
- 1955 : Kōfuku o haitatsusuru musume (幸福を配達する娘?) de Takashi Mita
- 1955 : Farewell to Innocence (月に飛ぶ雁, Tsuki ni tobu kari?) de Shūei Matsubayashi
- 1955 : Combien de fois, les roses (薔薇いくたびか, Bara ikutabika?) de Teinosuke Kinugasa
- 1955 : Le Mariage de la fille (娘の縁談, Musume no endan?) de Keigo Kimura
- 1955 : Le Cheval et l'Enfant (幻の馬, Maboroshi no uma?) de Kōji Shima
- 1955 : Nuit sur Nagasaki (長崎の夜, Nagasaki no yoru?) de Kazuo Mori
- 1955 : Tama wa kudakezu (珠はくだけず?) de Shigeo Tanaka
- 1955 : Shichinin no ani imōto (七人の兄いもうと?) de Kōzō Saeki
- 1955 : Dankongai (弾痕街?) de Kazuhiko Saimura
- 1956 : Bara no kōdōkan (薔薇の絋道館?) de Kōzō Saeki
- 1956 : Hanayome no tameiki (花嫁のため息?) de Keigo Kimura
- 1956 : Chaque femme endormie (新妻の寝ごと, Niizuma no negoto?) de Keigo Kimura
- 1956 : Niji ikutabi (虹いくたび?) de Kōji Shima
- 1956 : La Rue de la honte (赤線 地帯, Akasen chitai?) de Kenji Mizoguchi
- 1956 : Journal de lune de miel : Rêve embarrassant (新婚日記 恥しい夢, Shinkon nikki: Hazukashii yume?) de Shigeo Tanaka
- 1956 : Journal de lune de miel : Matin radieux (新婚日記 嬉しい朝, Shinkon nikki: Ureshii asa?) de Shigeo Tanaka
- 1956 : La Chambre des exécutions (処刑の部屋, Shokei no heya?) de Kon Ichikawa
- 1956 : Taki no shiraito (滝の白糸?) de Kōji Shima
- 1956 : Asa shio yū shio (あさ潮ゆう潮?) de Kōzō Saeki
- 1956 : Le Bruit du studio (スタジオは大騒ぎ, Sutajio wa ōsawagi?) de Kō Mizuno
- 1956 : Larmes (涙, Namida?) de Yoshirō Kawazu
- 1956 : Le Pont du Japon (日本橋, Nihonbashi?) de Kon Ichikawa
- 1956 : Yonjūhassai no teikō (四十八歳の抵抗?) de Kōzaburō Yoshimura
- 1956 : Pour t'aimer (君を愛す, Kimi o aisu?) de Shigeo Tanaka
- 1957 : Ginga no miyako (銀河の都?) de Mitsuo Murayama
- 1957 : Le Studio en folie (スタジオはてんやわんや, Sutajio wa ten'ya wan'ya?) de Nobuhiko Hamano
- 1957 : Zoku ginga no miyako (続銀河の都, Zoku ginga no miyako?) de Mitsuo Murayama
- 1957 : La Rivière de l'Amour (慕情の河, Bojō no kawa?) de Kōji Shima
- 1957 : Suzakumon (朱雀門?) de Kazuo Mori
- 1957 : Le printemps était trop jeune (永すぎた春, Nagasugita haru?) de Shigeo Tanaka
- 1957 : Tsuma koso waga inochi (妻こそわが命?) de Kōzō Saeki
- 1957 : Échapper à la tentation (誘惑からの脱出, Yūwaku karano dasshutsu?) de Kōji Shima
- 1957 : Calme du soir (夕凪, Yūnagi?) de Shirō Toyoda
- 1957 : Jeune fille sous le ciel bleu (青空娘, Aozora musume?) de Yasuzō Masumura
- 1958 : Élève de Tokyo (東京の瞳, Tōkyō no hitomi?) de Shigeo Tanaka
- 1958 : Sept lunes de miel (新婚七つの楽しみ, Shinkon nanatsu no tanoshimi?) de Hiroshi Edagawa
- 1958 : Mère (母, Haha?) de Shigeo Tanaka
- 1958 : La Lumière des lucioles (螢火, Hotarubi?) de Heinosuke Gosho
- 1958 : La Vengeance des loyaux serviteurs (忠臣蔵, Chūshingura?) de Kunio Watanabe : Orin
- 1958 : Ai kawa (愛河?) de Shigeo Tanaka
- 1958 : Le Chant des oiseaux migrateurs (口笛を吹く渡り鳥, Kuchibue wo fuku wataridori?) de Katsuhiko Tasaka
- 1958 : Le Mariage du fils (息子の結婚, Musuko no kekkon?) de Kōji Shima
- 1958 : Arashi no kodokan (嵐の講道館?) de Hiroshi Edagawa
- 1958 : Un Grain de blé (一粒の麦, Hitotsubu no mugi?) de Kōzaburō Yoshimura
- 1958 : Le Visage de la nuit (夜の素顔, Yoru no sugao?) de Kōzaburō Yoshimura
- 1958 : L'Aventure de la fille (娘の冒険, Musume no boken?) de Kōji Shima
- 1959 : Les Mots de nos rencontres : Au revoir, bonjour (あなたと私の合言葉 さよなら、今日は, Anata to watashi no aikotoba: Sayōnara, konnichiwa?) de Kon Ichikawa
- 1959 : Femmes de champion (最高殊勲夫人, Saikō shukun fujin?) de Yasuzō Masumura
- 1959 : Les roses éclosent sur le rosier (薔薇の木にバラの花咲く, Bara no ki ni bara no hanasaku?) de Hiroshi Edagawa
- 1959 : Le Gaijin (山田長政 王者の剣, Yamada Nagamasa: Oja no ken?) de Bin Kado
- 1959 : Débordements (氾濫, Hanran?) de Yasuzō Masumura
- 1959 : Jirocho Fuji (次郎長富士?) de Kazuo Mori
- 1959 : Hana no daichogai (花の大障碍?) de Kōji Shima
- 1959 : Beauté coupable (美貌に罪あり, Bibō ni tsumi ari?) de Yasuzō Masumura
- 1959 : Mi wa jukushitari (実は熟したり?) de Shigeo Tanaka
- 1959 : Herbes flottantes (浮草, Ukigusa?) de Yasujirō Ozu
- 1959 : La Princesse enchantée (初春狸御殿, Hatsuharu tanuki goten?) de Keigo Kimura

### Années 1960

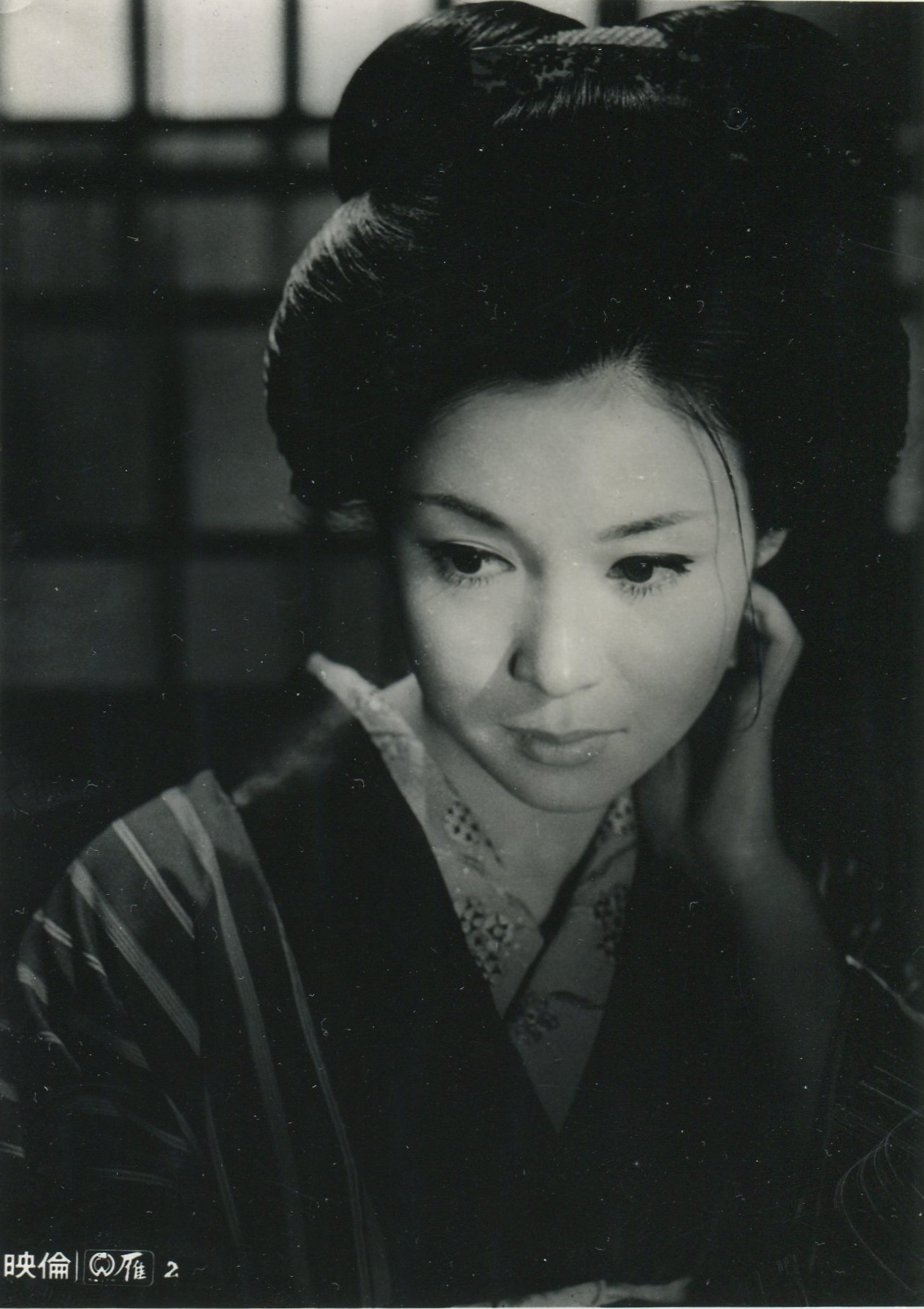
Ayako Wakao dans Les Oies sauvages (1966).

- 1960 : Testament de Femmes (女経, Jokyō?), sketch : La Femme qui veut mordre l'oreille (第一話 耳を噛みたがる女, Mimi o kamitagaru onna?) de Yasuzō Masumura
- 1960 : Onna wa teikou suru (女は抵抗する?) de Tarō Yuge
- 1960 : Le Gars des vents froids (からっ風野郎, Karakkaze yarō?) de Yasuzō Masumura
- 1960 : Le Fils de famille (ぼんち, Bonchi?) de Kon Ichikawa
- 1960 : Shōri to haiboku (勝利と敗北?) de Umetsugu Inoue
- 1960 : Un bon gars (素敵な野郎, Suteki na yarō?) de Sokichi Tomimoto
- 1960 : Le Prêtre et la Beauté (安珍と清姫, Anchin to kiyohime?) de Kōji Shima
- 1960 : Le Faux Étudiant (偽大学生, Nise daigakusei?) de Yasuzō Masumura
- 1960 : Chin hanamatsuri (鎮花祭?) de Shunkai Mizuho
- 1961 : Hanakurabe tanuki dochu (花くらべ狸道中?) de Tokuzō Tanaka
- 1961 : Ginza-kko monogatari (銀座っ子物語?) de Umetsugu Inoue
- 1961 : L'Âge du mariage (婚期, Konki?) de Kōzaburō Yoshimura
- 1961 : Fille (お嬢さん, Ojōsan?) de Tarō Yuge
- 1961 : L'Homme qui ne vécut que pour aimer (好色一代男, Koshoku ichidai otoko?) de Yasuzō Masumura
- 1961 : Tōkyō onigiri musume (東京おにぎり娘?) de Shigeo Tanaka
- 1961 : Onna no kunshō (女の勲章?) de Kōzaburō Yoshimura
- 1961 : Les femmes naissent deux fois (女は二度生れる, Onna wa nido umareru?) de Yūzō Kawashima
- 1961 : Ginza no bonbon (銀座のぼんぼん?) de Shunkai Mizuho
- 1961 : Le Nouveau Dit du Genji (新源氏物語, Shin Genji monogatari?) de Kazuo Mori
- 1961 : Confessions d'une épouse (妻は告白する, Tsuma wa kokuhaku suru?) de Yasuzō Masumura
- 1962 : Raisons personnelles (家庭の事情, Katei no jijō?) de Kōzaburō Yoshimura
- 1962 : Le Temple des oies sauvages (雁の寺, Gan no tera?) de Yūzō Kawashima
- 1962 : Démangeaisons (爛, Tadare?) de Yasuzō Masumura
- 1962 : Closing Time (閉店時間, Heiten jikan?) de Umetsugu Inoue
- 1962 : Nakayoshi ondo Nippon'ichi dayo (仲よし音頭 日本一だよ?) de Yoshio Inoue
- 1962 : Yaccha ba no onna (やっちゃ場の女?) de Keigo Kimura
- 1962 : Une nuit inoubliable (その夜は忘れない, Sonoyo wa wasurenai?) de Kōzaburō Yoshimura
- 1962 : Le Journal d'un vieux fou (瘋癲老人日記, Fūten rōjin nikki?) de Keigo Kimura
- 1962 : La Grande Muraille (秦・始皇帝, Shin shikōtei?) de Shigeo Tanaka
- 1962 : La Bête élégante (しとやかな獣, Shitoyakana kedamono?) de Yūzō Kawashima
- 1963 : La Vengeance d'un acteur (雪之丞変化, Yukinojō henge?) de Kon Ichikawa
- 1963 : La Femme d'août (八月生れの女, Hachigatsu umare no onna?) de Shigeo Tanaka
- 1963 : La Famille matrilinéaire (女系家族, Nyokei kazoku?) de Kenji Misumi : Ayano Hamada
- 1963 : Watashi o fukaku umete (わたしを深く埋めて?) de Umetsugu Inoue
- 1963 : Onna ga aishite nikumu toki (女が愛して憎むとき?) de Sokichi Tomimoto
- 1963 : La Poupée brisée (越前竹人形 (Echizen take-ningyo?) de Kōzaburō Yoshimura
- 1963 : Shinobi no mono 3 : Resurrection (新・忍びの者, Shin Shinobi no mono?) de Kazuo Mori
- 1964 : La Fille du bain chaud (温泉女医, Onsen jōi?) de Keigo Kimura
- 1964 : Le mari était là (「女の小箱」より 夫が見た, Otto ga mita 'Onna no kobako' yori?) de Yasuzō Masumura
- 1964 : Kizudarake no sanga (傷だらけの山河?) de Satsuo Yamamoto
- 1964 : Le Sport des bêtes (獣の戯れ, Kemono no tawamure?) de Sokichi Tomimoto
- 1964 : Passion (卍, Manji?) de Yasuzō Masumura
- 1964 : Agonie (悶え, Modae?) de Umetsugu Inoue
- 1964 : Si vous êtes heureux, tapez dans vos mains (幸せなら手をたたこう, Shiawasa nara te o tatake?) de Noriaki Yuasa
- 1965 : Kajitsu no nai mori (花実のない森?) de Sokichi Tomimoto
- 1965 : Vague d'ombre (波影, Nami kage?) de Shirō Toyoda
- 1965 : Histoire d'une aveugle (女めくら物語, Onna mekura monogatari?) de Kōji Shima
- 1965 : Obi o toku Natsuko (帯をとく夏子?) de Shigeo Tanaka
- 1965 : La Femme de Seisaku (清作の妻, Seisaku no tsuma?) de Yasuzō Masumura
- 1965 : Liaison (不倫, Furin?) de Shigeo Tanaka
- 1965 : Tsuma no nichi no ai nokatamini (妻の日の愛のかたみに?) de Sokichi Tomimoto
- 1966 : Tatouage (刺青, Irezumi?) de Yasuzō Masumura
- 1966 : Vision de la vierge (処女が見た, Shojo ga mita?) de Kenji Misumi
- 1966 : Point de congélation (氷点, Hyōten?) de Satsuo Yamamoto
- 1966 : Oies sauvages (雁, Gan?) de Kazuo Ikehiro
- 1966 : L'Ange rouge (赤い天使, Akai tenshi?) de Yasuzō Masumura
- 1966 : Shojo jutai (処女受胎?) de Kōji Shima
- 1967 : Brassard noir dans la neige (雪の喪章, Yuki no moshō?) de Kenji Misumi : Taeko Sayama
- 1967 : Le Piège de la nuit (夜の罠, Yoru no wana?) de Sokichi Tomimoto
- 1967 : Deux épouses (妻二人, Tsuma futari?) de Yasuzō Masumura
- 1967 : Quand le gâteau de sucre s'effondre (砂糖菓子が壊れるとき, Satogashi ga kowareru toki?) de Tadashi Imai
- 1967 : La Femme du docteur Hanaoka (華岡青洲の妻, Hanaoka Seishū no tsuma?) de Yasuzō Masumura : Kaé
- 1968 : Teppo denraiki (鉄砲伝来記, Teppo denraiki?) de Kazuo Mori
- 1968 : Quand le doute s'immisce (不信のとき, Fushin no toki?) de Tadashi Imai
- 1968 : La Boîte à cubes (積木の箱, Tsumiki no hako?) de Yasuzō Masumura
- 1968 : Le Couple humide (濡れた二人, Nureta futari?) de Yasuzō Masumura
- 1969 : Nuée d'oiseaux blancs (千羽鶴, Senba zuru?) de Yasuzō Masumura
- 1969 : Le Parti du Tengu (天狗党, Tengu-tō?) de Satsuo Yamamoto

### Années 1970
- 1970 : La Légende de Zatoïchi : Zatoïchi contre Yojimbo (座頭市と用心棒, Zatōichi to Yōjinbō?) de Kihachi Okamoto
- 1970 : Suparuta kyōiku: Kutabare oyaji (スパルタ教育 くたばれ親父?) de Toshio Masuda
- 1971 : C'est dur d'être un homme : Un air de candeur (男はつらいよ 純情篇, Otoko wa tsurai yo: Junjō hen?) de Yōji Yamada : Yūko Akashi
- 1971 : Maboroshi no satsui (幻の殺意, Maboroshi no satsui?) de Tadashi Sawashima
- 1975 : Kenji Mizoguchi ou la vie d'un artiste (ある映画監督の生涯 溝口健二の記録, Aru eiga-kantoku no shōgai Mizoguchi Kenji no kiroku?) de Kaneto Shindō

### Années 1980
- 1987 : La Princesse de la Lune (竹取物語, Taketori monogatari?) de Kon Ichikawa

## Distinctions

### Récompenses
- 1962 : prix Blue Ribbon de la meilleure actrice pour Confessions d'une épouse, Les femmes naissent deux fois et L'Âge du mariage[2]
- 1962 : prix Kinema Junpō de la meilleure actrice pour Confessions d'une épouse et Les femmes naissent deux fois[3]
- 1966 : prix Blue Ribbon de la meilleure actrice pour La Femme de Seisaku et Vague d'ombre[4]
- 1966 : prix Kinema Junpō de la meilleure actrice pour La Femme de Seisaku, Tsuma no nichi no ai nokatamini et Vague d'ombre[3]
- 1969 : prix Kinema Junpō de la meilleure actrice pour Le Couple humide, La Boîte à cubes et Quand le doute s'immisce[3]
- 2006 : Prix Kinuyo Tanaka[5],[6]